# Nicolas Isouard
Nicolas Isouard dit Nicolò est un compositeur français, né à Żebbuġ (Malte) le 18 mai 1773 et mort à Paris le 23 mars 1818.

## Biographie
Descendant d'un voyageur de commerce marseillais établi à Malte et issu d'un milieu aisé, Jean Joachim Edouard Nicolas Isouard-Xuereb entame son éducation musicale avec Michelangelo Vella. Élève de Giuseppe Amendola à Palerme, puis de Nicola Sala et de Pietro Guglielmi à Naples, il compose de nombreuses œuvres religieuses en tant que maître de chapelle et organiste de l’église Saint-Jean de Jérusalem à La Valette, ainsi qu’un opéra en italien Il barbiere di Siviglia (Le Barbier de Séville) d’après Beaumarchais (1796). 
Il se rend en 1799 à Paris, où il se lie d’amitié avec le compositeur Rodolphe Kreutzer. Ils collaborent à plusieurs opéras, dont Le Petit Page ou la Prison d’État  (1800) et Flaminius à Corinthe (1801). L’opéra italien régentant la scène lyrique française, Isouard prend le pseudonyme de « Nicolò » et rencontre rapidement le succès dans le domaine de l’opéra-comique avec Michel-Ange (1802) et L’Intrigue aux fenêtres (1805). Il devient, face à François Adrien Boieldieu, l’un des fournisseurs attitrés du Théâtre de l’Opéra-Comique pour lequel il compose une trentaine d’ouvrages, parmi lesquels on peut citer Les Rendez-vous bourgeois (1807), Cendrillon (1810) d’après Charles Perrault, Joconde (1814), Jeannot et Colin (1814), ou encore Aladin ou la Lampe merveilleuse (1822, opus posthume). L'air de Jeannot et Colin a été repris pour mettre en musique plusieurs chansons de Béranger.
Supplanté par Boieldieu lors de l’élection pour remplacer Étienne Nicolas Méhul à l’Académie des beaux-arts, il mourut précocement, laissant deux filles, Sophie-Nicole (1809-1885), compositrice de romances, et Annette-Julie (1814-1876), pianiste et compositrice.
Il est inhumé au cimetière du Père-Lachaise (12e division).
Son frère, Joseph (1794-1863), connut une belle carrière de chanteur et directeur d’opéras avant d’être nommé inspecteur des Monuments historiques à Rouen. Le peintre et graveur Alfredo Müller et son frère cadet le champion cycliste Rodolfo Müller sont les arrière-petits-fils de l'une de ses plus jeunes sœurs, Fortunata Antonia Rosanna Giulia (La Valette 1792- Livorno 1873). Giulia avait épousé Gio Ettore Steinhauser, un négociant originaire de Francfort et installé à Milan, bras droit du négociant et mécène lui-même originaire de Francfort, Enrico Mylius. On raconte que dans son salon milanais, Giulia chantait, accompagnée au piano par son ami Gioacchino Rossini.

## Discographie
- Cendrillon, Ludmilla Shilova, Byung Soon Lee, Marian Syolander, Nicolai Doroshkin, Hans Peter Herman, Ensemblr XXI Moscow, conducted by Richard Bonynge. 2 CD Olympia 2000
- Cendrillon, Manhattan school of Music Opera Theater, conducted by Pierre Vallet. 2 CD Albany Records 2018

## Hommage
- Rue Nicolo (16e arrondissement de Paris)